# Damion Lowe
Damion Lowe (Kingston, 5 maggio 1993) è un calciatore giamaicano, difensore del Al-Okhdood e della nazionale giamaicana.

## Biografia
È il figlio di Onandi Lowe, anch'egli calciatore.

## Carriera

### Club
Lowe ha giocato nelle giovanili dell'Harbour View, nella natia Giamaica. Si è poi trasferito negli Stati Uniti, dove ha giocato per gli Hartford Hawks prima e nel Reading United poi, disputando la PDL con quest'ultima compagine.
Nel 2014, Lowe è passato ai Seattle Sounders, per cui ha giocato però principalmente con la squadra riserve, in USL. Ha debuttato quindi il 25 agosto dello stesso anno, nella vittoria per 5-1 sull'Arizona United. Il 22 maggio ha trovato la prima rete, nello 0-2 in casa dei Portland Timbers II.
Il 6 giugno 2015 si è accomodato in panchina in occasione della sfida valida per la Major League Soccer contro lo Sporting Kansas City: Lowe non è stato impiegato. Il 26 agosto successivo è rimasto ancora in panchina in occasione della sfida valida per la Champions League contro l'Olimpia.
In vista della stagione 2016, Lowe è passato al Minnesota United con la formula del prestito. Ha debuttato con questa maglia il 2 aprile, nella sconfitta per 2-1 maturata sul campo dei Carolina RailHawks. Il 16 aprile successivo ha siglato la prima marcatura, nel 3-0 inflitto ai Fort Lauderdale Strikers. Tornato a Seattle per fine prestito, in data 12 dicembre 2016 la franchigia ha manifestato la volontà di non prolungare il contratto del calciatore, in scadenza alla fine del mese.
Il 16 gennaio 2017, i Tampa Bay Rowdies hanno annunciato l'ingaggio di Lowe. Ha esordito in squadra in data 25 marzo, schierato titolare nella vittoria casalinga per 1-0 sull'Orlando City B. Il 1º aprile ha trovato la prima rete in squadra, con cui ha contribuito al successo per 4-0 su Toronto II. Rimasto in squadra fino al mese di agosto 2017, ha totalizzato 18 presenze tra campionato e coppa, mettendo a referto soltanto la marcatura sopracitata.
Il 16 agosto 2017, i norvegesi dello Start – militanti in 1. divisjon, secondo livello del campionato – hanno ufficializzato l'ingaggio di Lowe, che si è legato al nuovo club fino al 31 dicembre 2020. I termini dell'accordo tra i due club sono rimasti privati. Ha scelto la maglia numero 31. Ha esordito in squadra il 12 settembre, schierato titolare nel pareggio casalingo per 2-2 contro il Bodø/Glimt. Al termine della stagione, lo Start ha centrato la promozione in Eliteserien.
Il 15 maggio 2020 ha rescisso il contratto che lo legava al club norvegese.

### Nazionale
Convocato per il Campionato nordamericano di calcio Under-20 2013, ha esordito in nazionale maggiore nel 2016. Il 29 giugno 2017 è stato scelto tra i convocati per l'imminente edizione della Gold Cup, che la Giamaica ha chiuso al secondo posto finale.

## Statistiche

### Presenze e reti nei club
Statistiche aggiornate al 15 maggio 2020.
| Stagione                  | Club                      | Campionato                | Campionato | Campionato | Coppe nazionali | Coppe nazionali | Coppe nazionali | Coppe continentali | Coppe continentali | Coppe continentali | Supercoppe | Supercoppe | Supercoppe | Totale | Totale |
| Stagione                  | Club                      | Comp                      | Pres       | Reti       | Comp            | Pres            | Reti            | Comp               | Pres               | Reti               | Comp       | Pres       | Reti       | Pres   | Reti   |
| ------------------------- | ------------------------- | ------------------------- | ---------- | ---------- | --------------- | --------------- | --------------- | ------------------ | ------------------ | ------------------ | ---------- | ---------- | ---------- | ------ | ------ |
| 2013                      | Reading United            | PDL                       | 10         | 1          | USOC            | ?               | ?               | -                  | -                  | -                  | -          | -          | -          | 10+    | 1+     |
| 2014                      | Seattle Sounders 2        | USL                       | 2          | 0          | -               | -               | -               | -                  | -                  | -                  | -          | -          | -          | 2      | 0      |
| 2015                      | Seattle Sounders 2        | USL                       | 18         | 1          | -               | -               | -               | -                  | -                  | -                  | -          | -          | -          | 18     | 1      |
| Totale Seattle Sounders 2 | Totale Seattle Sounders 2 | Totale Seattle Sounders 2 | 20         | 1          |                 | -               | -               |                    | -                  | -                  |            | -          | -          | 20     | 1      |
| 2015                      | Seattle Sounders          | MLS                       | 0          | 0          | USOC            | 2               | 0               | CCL                | 0                  | 0                  | -          | -          | -          | 2      | 0      |
| 2016                      | Minnesota United          | NASL                      | 27         | 2          | USOC            | 2               | 0               | -                  | -                  | -                  | -          | -          | -          | 29     | 2      |
| gen.-ago. 2017            | TB Rowdies                | NASL                      | 16         | 1          | USOC            | 2               | 0               | -                  | -                  | -                  | -          | -          | -          | 18     | 1      |
| ago.-dic. 2017            | Start                     | 1D                        | 5          | 0          | CN              | -               | -               | -                  | -                  | -                  | -          | -          | -          | 5      | 0      |
| 2018                      | Start                     | ES                        | 23         | 1          | CN              | 4               | 1               | -                  | -                  | -                  | -          | -          | -          | 27     | 2      |
| 2019                      | Start                     | ES                        | 22+3       | 1+1        | CN              | 0               | 0               | -                  | -                  | -                  | -          | -          | -          | 25     | 2      |
| Totale Start              | Totale Start              | Totale Start              | 50+3       | 2+1        |                 | 4               | 1               |                    | -                  | -                  |            | -          | -          | 57     | 4      |
| Totale                    | Totale                    | Totale                    | 123+3      | 7+1        |                 | 10+             | 1+              |                    | 0                  | 0                  |            | -          | -          | 136+   | 9+     |

### Cronologia presenze e reti in nazionale
| Cronologia completa delle presenze e delle reti in nazionale ― Giamaica | Cronologia completa delle presenze e delle reti in nazionale ― Giamaica | Cronologia completa delle presenze e delle reti in nazionale ― Giamaica | Cronologia completa delle presenze e delle reti in nazionale ― Giamaica | Cronologia completa delle presenze e delle reti in nazionale ― Giamaica | Cronologia completa delle presenze e delle reti in nazionale ― Giamaica | Cronologia completa delle presenze e delle reti in nazionale ― Giamaica | Cronologia completa delle presenze e delle reti in nazionale ― Giamaica |
| Data                                                                    | Città                                                                   | In casa                                                                 | Risultato                                                               | Ospiti                                                                  | Competizione                                                            | Reti                                                                    | Note                                                                    |
| ----------------------------------------------------------------------- | ----------------------------------------------------------------------- | ----------------------------------------------------------------------- | ----------------------------------------------------------------------- | ----------------------------------------------------------------------- | ----------------------------------------------------------------------- | ----------------------------------------------------------------------- | ----------------------------------------------------------------------- |
| 12-10-2016                                                              | Georgetown                                                              | Guyana                                                                  | 2 – 4 dts                                                               | Giamaica                                                                | Qualificazioni alla Coppa dei Caraibi 2017                              | -                                                                       |                                                                         |
| 13-11-2016                                                              | Kingstown                                                               | Giamaica                                                                | 1 – 0                                                                   | Suriname                                                                | Qualificazioni alla Coppa dei Caraibi 2017                              | -                                                                       | 33’                                                                     |
| 3-2-2017                                                                | Chattanooga                                                             | Stati Uniti                                                             | 1 – 0                                                                   | Giamaica                                                                | Amichevole                                                              | -                                                                       |                                                                         |
| 16-2-2017                                                               | Houston                                                                 | Honduras                                                                | 0 – 1                                                                   | Giamaica                                                                | Amichevole                                                              | 1                                                                       | 17’                                                                     |
| 26-6-2017                                                               | Fort-de-France                                                          | Giamaica                                                                | 1 – 2                                                                   | Curaçao                                                                 | Coppa dei Caraibi 2017 - Finale                                         | -                                                                       |                                                                         |
| 9-7-2017                                                                | San Diego                                                               | Curaçao                                                                 | 0 – 2                                                                   | Giamaica                                                                | Gold Cup 2017 - 1º turno                                                | -                                                                       |                                                                         |
| 13-7-2017                                                               | Denver                                                                  | Messico                                                                 | 0 – 0                                                                   | Giamaica                                                                | Gold Cup 2017 - 1º turno                                                | -                                                                       |                                                                         |
| 16-7-2017                                                               | San Antonio                                                             | Giamaica                                                                | 1 – 1                                                                   | El Salvador                                                             | Gold Cup 2017 - 1º turno                                                | -                                                                       |                                                                         |
| 20-7-2017                                                               | Phoenix                                                                 | Giamaica                                                                | 2 – 1                                                                   | Canada                                                                  | Gold Cup 2017 - Quarti di finale                                        | -                                                                       |                                                                         |
| 23-7-2017                                                               | Pasadena                                                                | Messico                                                                 | 0 – 1                                                                   | Giamaica                                                                | Gold Cup 2017 - Semifinale                                              | -                                                                       |                                                                         |
| 26-7-2017                                                               | San Jose                                                                | Stati Uniti                                                             | 2 – 1                                                                   | Giamaica                                                                | Gold Cup 2017 - Finale                                                  | -                                                                       |                                                                         |
| 2-9-2017                                                                | Toronto                                                                 | Canada                                                                  | 2 – 0                                                                   | Giamaica                                                                | Amichevole                                                              | -                                                                       |                                                                         |
| 7-10-2017                                                               | Gedda                                                                   | Arabia Saudita                                                          | 5 – 2                                                                   | Giamaica                                                                | Amichevole                                                              | -                                                                       |                                                                         |
| 7-9-2018                                                                | Harrison                                                                | Giamaica                                                                | 0 – 2                                                                   | Ecuador                                                                 | Amichevole                                                              | -                                                                       | 59’                                                                     |
| 9-9-2018                                                                | Kingston                                                                | Giamaica                                                                | 4 – 0                                                                   | Isole Cayman                                                            | CONCACAF Nations League 2019-2020 - Qualificazioni                      | -                                                                       |                                                                         |
| 15-10-2018                                                              | Willemstad                                                              | Bonaire                                                                 | 0 – 6                                                                   | Giamaica                                                                | CONCACAF Nations League 2019-2020 - Qualificazioni                      | -                                                                       |                                                                         |
| 18-11-2018                                                              | Montego Bay                                                             | Giamaica                                                                | 2 – 1                                                                   | Suriname                                                                | CONCACAF Nations League 2019-2020 - Qualificazioni                      | -                                                                       | 77’                                                                     |
| 24-3-2019                                                               | San Salvador                                                            | El Salvador                                                             | 2 – 0                                                                   | Giamaica                                                                | CONCACAF Nations League 2019-2020 - Qualificazioni                      | -                                                                       | 22’                                                                     |
| 27-3-2019                                                               | San José                                                                | Costa Rica                                                              | 1 – 0                                                                   | Giamaica                                                                | Amichevole                                                              | -                                                                       |                                                                         |
| 5-6-2019                                                                | Washington                                                              | Stati Uniti                                                             | 0 – 1                                                                   | Giamaica                                                                | Amichevole                                                              | -                                                                       |                                                                         |
| 18-6-2019                                                               | Kingston                                                                | Giamaica                                                                | 3 – 2                                                                   | Honduras                                                                | Gold Cup 2019 - 1º turno                                                | 1                                                                       |                                                                         |
| 22-6-2019                                                               | Houston                                                                 | El Salvador                                                             | 0 – 0                                                                   | Giamaica                                                                | Gold Cup 2019 - 1º turno                                                | -                                                                       | 85’                                                                     |
| 26-6-2019                                                               | Los Angeles                                                             | Giamaica                                                                | 1 – 1                                                                   | Curaçao                                                                 | Gold Cup 2019 - 1º turno                                                | -                                                                       | 70’                                                                     |
| 30-6-2019                                                               | Filadelfia                                                              | Giamaica                                                                | 1 – 0                                                                   | Panama                                                                  | Gold Cup 2019 - Quarti di finale                                        | -                                                                       |                                                                         |
| 7-10-2019                                                               | Montego Bay                                                             | Giamaica                                                                | 6 – 0                                                                   | Antigua e Barbuda                                                       | CONCACAF Nations League 2019-2020 - 1º turno                            | -                                                                       |                                                                         |
| 10-10-2019                                                              | Georgetown                                                              | Guyana                                                                  | 0 – 4                                                                   | Giamaica                                                                | CONCACAF Nations League 2019-2020 - 1º turno                            | -                                                                       | 78’                                                                     |
| 13-10-2019                                                              | Kingston                                                                | Giamaica                                                                | 2 – 0                                                                   | Aruba                                                                   | CONCACAF Nations League 2019-2020 - 1º turno                            | -                                                                       |                                                                         |
| 16-10-2019                                                              | Willemstad                                                              | Aruba                                                                   | 0 – 6                                                                   | Giamaica                                                                | CONCACAF Nations League 2019-2020 - 1º turno                            | -                                                                       | Cap.                                                                    |
| 19-10-2019                                                              | North Sound                                                             | Antigua e Barbuda                                                       | 0 – 2                                                                   | Giamaica                                                                | CONCACAF Nations League 2019-2020 - 1º turno                            | -                                                                       | Cap.                                                                    |
| 14-11-2020                                                              | Riad                                                                    | Arabia Saudita                                                          | 3 – 0                                                                   | Giamaica                                                                | Amichevole                                                              | -                                                                       | Cap. 90’                                                                |
| 17-11-2020                                                              | Riad                                                                    | Arabia Saudita                                                          | 1 – 2                                                                   | Giamaica                                                                | Amichevole                                                              | -                                                                       | Cap. 71’                                                                |
| 7-6-2021                                                                | Kakogawa                                                                | Serbia                                                                  | 1 – 1                                                                   | Giamaica                                                                | Amichevole                                                              | -                                                                       | Cap. 72’                                                                |
| 13-7-2021                                                               | Orlando                                                                 | Giamaica                                                                | 2 – 0                                                                   | Suriname                                                                | Gold Cup 2021 - 1º turno                                                | -                                                                       |                                                                         |
| 17-7-2021                                                               | Orlando                                                                 | Guadalupa                                                               | 1 – 2                                                                   | Giamaica                                                                | Gold Cup 2021 - 1º turno                                                | -                                                                       |                                                                         |
| 21-7-2021                                                               | Orlando                                                                 | Costa Rica                                                              | 1 – 0                                                                   | Giamaica                                                                | Gold Cup 2021 - 1º turno                                                | -                                                                       |                                                                         |
| 26-7-2021                                                               | Arlington                                                               | Stati Uniti                                                             | 1 – 0                                                                   | Giamaica                                                                | Gold Cup 2021 - Quarti di finale                                        | -                                                                       |                                                                         |
| 3-9-2021                                                                | Città del Messico                                                       | Messico                                                                 | 2 – 1                                                                   | Giamaica                                                                | Qual. Mondiali 2022                                                     | -                                                                       |                                                                         |
| 8-9-2021                                                                | San José                                                                | Costa Rica                                                              | 1 – 1                                                                   | Giamaica                                                                | Qual. Mondiali 2022                                                     | -                                                                       | 83’                                                                     |
| 7-10-2021                                                               | Austin                                                                  | Stati Uniti                                                             | 2 – 0                                                                   | Giamaica                                                                | Qual. Mondiali 2022                                                     | -                                                                       | 33’                                                                     |
| 14-10-2021                                                              | San Pedro Sula                                                          | Honduras                                                                | 0 – 2                                                                   | Giamaica                                                                | Qual. Mondiali 2022                                                     | -                                                                       | 84’                                                                     |
| 13-11-2021                                                              | San Salvador                                                            | El Salvador                                                             | 1 – 1                                                                   | Giamaica                                                                | Qual. Mondiali 2022                                                     | -                                                                       |                                                                         |
| 16-11-2021                                                              | Kingston                                                                | Giamaica                                                                | 1 – 1                                                                   | Stati Uniti                                                             | Qual. Mondiali 2022                                                     | -                                                                       |                                                                         |
| 20-1-2022                                                               | Lima                                                                    | Perù                                                                    | 3 – 0                                                                   | Giamaica                                                                | Amichevole                                                              | -                                                                       | 63’                                                                     |
| 27-1-2022                                                               | Kingston                                                                | Giamaica                                                                | 1 – 2                                                                   | Messico                                                                 | Qual. Mondiali 2022                                                     | -                                                                       | 45’                                                                     |
| 24-3-2022                                                               | Kingston                                                                | Giamaica                                                                | 1 – 1                                                                   | El Salvador                                                             | Qual. Mondiali 2022                                                     | -                                                                       | 86’                                                                     |
| 30-3-2022                                                               | Kingston                                                                | Giamaica                                                                | 2 – 1                                                                   | Honduras                                                                | Qual. Mondiali 2022                                                     | -                                                                       |                                                                         |
| 4-6-2022                                                                | Paramaribo                                                              | Suriname                                                                | 1 – 1                                                                   | Giamaica                                                                | CONCACAF Nations League 2022-2023 - 1º turno                            | -                                                                       | Cap.                                                                    |
| 7-6-2022                                                                | Kingston                                                                | Giamaica                                                                | 3 – 1                                                                   | Suriname                                                                | CONCACAF Nations League 2022-2023 - 1º turno                            | -                                                                       | Cap.                                                                    |
| 14-6-2022                                                               | Kingston                                                                | Giamaica                                                                | 1 – 1                                                                   | Messico                                                                 | CONCACAF Nations League 2022-2023 - 1º turno                            | -                                                                       | 58’                                                                     |
| 27-9-2022                                                               | Harrison                                                                | Giamaica                                                                | 0 – 3                                                                   | Argentina                                                               | Amichevole                                                              | -                                                                       |                                                                         |
| 9-11-2022                                                               | Yaoundé                                                                 | Camerun                                                                 | 1 – 1                                                                   | Giamaica                                                                | Amichevole                                                              | -                                                                       | Cap. 23’ 68’                                                            |
| 26-3-2023                                                               | Città del Messico                                                       | Messico                                                                 | 2 – 2                                                                   | Giamaica                                                                | CONCACAF Nations League 2022-2023 - 1º turno                            | -                                                                       | Cap. 83’                                                                |
| 24-6-2023                                                               | Chicago                                                                 | Stati Uniti                                                             | 1 – 1                                                                   | Giamaica                                                                | Gold Cup 2023 - 1º turno                                                | 1                                                                       | 3’                                                                      |
| 28-6-2023                                                               | Saint Louis                                                             | Giamaica                                                                | 4 – 1                                                                   | Trinidad e Tobago                                                       | Gold Cup 2023 - 1º turno                                                | -                                                                       | 75’                                                                     |
| 9-7-2023                                                                | Cincinnati                                                              | Guatemala                                                               | 0 – 1                                                                   | Giamaica                                                                | Gold Cup 2023 - Quarti di finale                                        | -                                                                       |                                                                         |
| 12-7-2023                                                               | Paradise                                                                | Giamaica                                                                | 0 – 3                                                                   | Messico                                                                 | Gold Cup 2023 - Semifinale                                              | -                                                                       | 29’                                                                     |
| 8-9-2023                                                                | Kingston                                                                | Giamaica                                                                | 1 – 0                                                                   | Honduras                                                                | CONCACAF Nations League 2023-2024 - 1º turno                            | -                                                                       |                                                                         |
| 12-9-2023                                                               | Kingston                                                                | Giamaica                                                                | 2 – 2                                                                   | Haiti                                                                   | CONCACAF Nations League 2023-2024 - 1º turno                            | -                                                                       | 74’                                                                     |
| 15-10-2023                                                              | Port of Spain                                                           | Haiti                                                                   | 2 – 3                                                                   | Giamaica                                                                | CONCACAF Nations League 2023-2024 - 1º turno                            | -                                                                       |                                                                         |
| 21-11-2023                                                              | Toronto                                                                 | Canada                                                                  | 2 – 3                                                                   | Giamaica                                                                | CONCACAF Nations League 2023-2024 - Quarti di finale                    | -                                                                       | 58’                                                                     |
| 21-3-2024                                                               | Arlington                                                               | Stati Uniti                                                             | 3 – 1 dts                                                               | Giamaica                                                                | CONCACAF Nations League 2023-2024 - Semifinale                          | -                                                                       | 69’                                                                     |
| 24-3-2024                                                               | Arlington                                                               | Panama                                                                  | 0 – 1                                                                   | Giamaica                                                                | CONCACAF Nations League 2023-2024 - Finale 3º posto                     | -                                                                       | 89’                                                                     |
| 6-6-2024                                                                | Kingston                                                                | Giamaica                                                                | 1 – 0                                                                   | Rep. Dominicana                                                         | Qual. Mondiali 2026                                                     | -                                                                       | Cap. 45+3’ 46’                                                          |
| 22-6-2024                                                               | Houston                                                                 | Messico                                                                 | 1 – 0                                                                   | Giamaica                                                                | Coppa America 2024 - 1º turno                                           | -                                                                       | 68’                                                                     |
| 26-6-2024                                                               | Paradise                                                                | Ecuador                                                                 | 3 – 1                                                                   | Giamaica                                                                | Coppa America 2024 - 1º turno                                           | -                                                                       | Cap. 39’ 46’                                                            |
| 30-6-2024                                                               | Austin                                                                  | Giamaica                                                                | 0 – 3                                                                   | Venezuela                                                               | Coppa America 2024 - 1º turno                                           | -                                                                       | Cap.                                                                    |
| 6-9-2024                                                                | Kingston                                                                | Giamaica                                                                | 0 – 0                                                                   | Cuba                                                                    | CONCACAF Nations League 2024-2025 - 1º turno                            | -                                                                       | 74’                                                                     |
| 10-9-2024                                                               | Tegucigalpa                                                             | Honduras                                                                | 1 – 2                                                                   | Giamaica                                                                | CONCACAF Nations League 2024-2025 - 1º turno                            | -                                                                       | 46’                                                                     |
| 11-10-2024                                                              | Managua                                                                 | Nicaragua                                                               | 0 – 2                                                                   | Giamaica                                                                | CONCACAF Nations League 2024-2025 - 1º turno                            | -                                                                       | 51’                                                                     |
| 14-11-2024                                                              | Kingston                                                                | Giamaica                                                                | 0 – 1                                                                   | Stati Uniti                                                             | CONCACAF Nations League 2024-2025 - Quarti di finale                    | -                                                                       | 61’                                                                     |
| 18-11-2024                                                              | Saint Louis                                                             | Stati Uniti                                                             | 4 – 2                                                                   | Giamaica                                                                | CONCACAF Nations League 2024-2025 - Quarti di finale                    | -                                                                       | 73’                                                                     |
| 25-3-2025                                                               | Kingston                                                                | Giamaica                                                                | 3 – 0                                                                   | Saint Vincent e Grenadine                                               | Qual. Gold Cup 2025                                                     | -                                                                       | 87’                                                                     |
| 7-6-2025                                                                | Road Town                                                               | Isole Vergini Britanniche                                               | 0 – 1                                                                   | Giamaica                                                                | Qual. Mondiali 2026                                                     | -                                                                       |                                                                         |
| 10-6-2025                                                               | Kingston                                                                | Giamaica                                                                | 3 – 0                                                                   | Guatemala                                                               | Qual. Mondiali 2026                                                     | -                                                                       |                                                                         |
| 16-6-2025                                                               | Carson                                                                  | Giamaica                                                                | 0 – 1                                                                   | Guatemala                                                               | Gold Cup 2025 - 1° turno                                                | -                                                                       | 19’ 85’                                                                 |
| Totale                                                                  |                                                                         | Presenze                                                                | 75                                                                      |                                                                         | Reti                                                                    | 3                                                                       |                                                                         |